# Coriano
Coriano es un municipio situado en el territorio de la provincia de Rímini, en Emilia-Romaña (Italia).

## Demografía
| Gráfica de evolución demográfica de Coriano entre 1861 y 2001 |
|                                                               |
| Fuente ISTAT - elaboración gráfica de Wikipedia               |

## Personajes ilustres.
En Coriano nació Marco Simoncelli, piloto de moto Gp, que murió en el Gp de Malasia de 2011. El circuito de Misano lleva su nombre.

## Sitio web oficial de Coriano
- Datos: Q111804
- Multimedia: Coriano / Q111804

1. ↑  Worldpostalcodes.org, código postal n.º 47853.
2. ↑  «Codici Catastali». Comuni-italiani.it (en italiano). Consultado el 29 de abril de 2017.